# Водолазьке (Синельниківський район)
Водола́зьке — село в Україні, у Синельниківському районі Дніпропетровської області. Входить до складу Межівської селищної громади. Населення становить 373 особи. До 2017 орган місцевого самоврядування - Новогригорівська сільська рада.

## Історія
12 червня 2020 року, відповідно до розпорядження Кабінету Міністрів України № 709-р від «Про визначення адміністративних центрів та затвердження територій територіальних громад Дніпропетровської області», увійшло до складу Межівської селищної громади.
19 липня 2020 року, в результаті адміністративно-територіальної реформи і ліквідації Межівського району, село увійшло до складу новоутвореного Синельниківського району.

## Населення

### Мова
Розподіл населення за рідною мовою за даними перепису 2001 року:
| Мова            | Кількість | Відсоток |
| --------------- | --------- | -------- |
| українська      | 357       | 95.71%   |
| російська       | 15        | 4.02%    |
| інші/не вказали | 1         | 0.27%    |
| Усього          | 373       | 100%     |

## Географія
Село Водолазьке розташоване на лівому березі річки Бик, вище за течією на відстані 3 км розташоване село Слов'янка, нижче за течією на відстані в 4 км розташоване село Троїцьке, на протилежному березі - село Новогригорівка. Поруч із селом великий ставок. Поруч проходять автомобільна дорога М04 (E50) і залізниця, станція Слов'янка за 7 км.